# Mount Vinson
Mount Vinson el. Vinson Massif er det højeste bjerg i Antarktis, hvor det ligger nær roden af den Antarktiske halvø, der strækker sig op mod Sydamerika. Mount Vinson er 4.892 m højt, og det ligger omkring 1.200 km fra Sydpolen. Bjerget er den højeste top i den 21 km lange og ca. 13 km brede Sentinel Range, som igen indgår som en del af Ellsworth Mountains.
Mount Vinsons eksistens var ukendt, indtil det i 1957 blev registreret af et amerikansk rekognosceringsfly fra US Navy. Bjerget er opkaldt efter amerikaneren Carl Vinson, et kongresmedlem fra delstaten Georgia, der gennem en årrække kæmpede for at skaffe ressourcer til udforskning af Antarktis.